# Yankee Zulu
Yankee Zulu (Alternativtitel: There’s a Zulu On My Stoep) ist eine südafrikanische Filmkomödie aus dem Jahr 1993. Der Film thematisiert auf satirische Art die Apartheid.

## Handlung
Als Kinder waren Rhino und Zulu die besten Freunde und gingen gemeinsam durch dick und dünn. Zumindest bis Rhino sich in die versnobte, rassistische Rowena verliebte. Diese verlangte als Liebesbeweis, dass er Zulu eine Dose mit einem Gewehr vom Kopf schießen sollte, was das Ende der Freundschaft bedeutete.
Zwölf Jahre später: Zulu ist nach Amerika gegangen und ist als Kleinkrimineller Stammgast im Bundesgefängnis. Nach seinem letzten Autodiebstahl wird er ausgewiesen und zurück nach Afrika geschickt, wo ihn bereits der rassistische Ordnungshüter Diehard erwartet.
Während der Fahrt zum Gemeindegefängnis stellt Diehard fest, dass er ein Rubbellos mit einem Gewinn in Millionenhöhe besitzt. Dieses nimmt ihm der pfiffige Gefangene kurzerhand ab und macht sich mit seinem Dienstwagen aus dem Staub.

Rhino hat es inzwischen nicht leichter. Seine Exfrau Rowena, inzwischen mit Diehard verheiratet, stellt Besitzansprüche auf seine Farm, sofern er seine Schulden bei ihr nicht zurückzahlen kann. Nebenbei hat er noch für seine Adoptivtochter Tienkie zu sorgen.
Wie es der Zufall will, kreuzen sich die Wege der alten Freunde wieder. Nach anfänglichen Schwierigkeiten einigen sie sich, das Rubbellos gemeinsam einzulösen und den Gewinn zu teilen. Sie fahren zum Entertainmentcenter, von dem aus die Übergabe des Schecks live im Fernsehen übertragen werden soll. Doch auch Diehard und Rowena sind mit Waffengewalt hinter den beiden her. Während Tienkie sich im Kino, wo sie zufällig den englischen Prinzen William kennenlernt und sich mit ihm anfreundet, „Kevin – Allein zu Haus“ ansieht, versuchen Rhino und Zulu irgendwo in dem Gebäude unterzutauchen. Dabei geraten sie in eine der Garderoben, wo ein Maskenbildner ihnen hilft sich zu tarnen. Rhino wird von ihm schwarz geschminkt und Zulu bekommt die Maske eines blonden, blauäugigen Weißen.

Als Zulu Rowena über den Weg läuft, stellt er sich ihr als rassistischer Baron vor und Rhino als seinen minderbemittelten Hausdiener. Sie ist entzückt und lädt den vermeintlichen Aristokraten zum Abendessen in ihr und Diehards Anwesen ein, wo auch eine Versammlung der neonazistischen Gruppe „V.U.R.Z.“ (Vereinigung unterdrückter Reaktionäre Zentralafrikas) stattfindet.
Durch eine Verkettung unglücklicher Umstände fliegt ihre Tarnung auf und Diehard verfrachtet sie zur Krokodilsschlucht, wo er sie, sollten sie nicht den Scheck herausgeben, den wilden Tieren vorwerfen will.

Doch Tienkie und Prinz William befreien Rhino und Zulu und machen nebenbei Diehard und Rowena mit fiesen, durch ihren Kinobesuch inspirierten Tricks das Leben schwer.
Zuletzt siegt das Gute, Diehard und Rowena werden ausgeschaltet, die Freundschaft zwischen Rhino und Zulu ist wiederhergestellt und es stellt sich heraus, dass Tienkie eigentlich Zulus Tochter ist, die erst geboren wurde, nachdem er in die USA gegangen war.

## Kritiken
„Gray Hofmeyrs Slapstick-Komödie ging als erster unzensierter und bis dato erfolgreichster Film Südafrikas in die Annalen der Filmgeschichte ein. Fazit: Holzhammer-Komödie mit hehrem Anliegen.“

„Eine Jerry-Lewis-Filme, Tom-und-Jerry-Cartoons und die Kevin-Filme schamlos ausbeutende Komödie, die sich den Anstrich einer Apartheidssatire gibt, mit ihren überwiegend billigen Gags aber nur rassistische Vorurteile bestätigt.“